# 張鴻學
張鴻學（1917年2月24日—2014年），字維漢。中華民國政治人物、情報員，奉天省奉天（今遼寧省瀋陽）人。

## 生平
1940年於日本明治大學畢業，回到滿洲，在奉天的某個官署擔任庶務，事實上是國民黨遼寧黨部的行政書記，也是羅大愚部下的情報員。1943年，任國民黨遼寧黨部第九區督導員。1944年5月，遭到滿洲國情報系統拘捕，被禁錮八個月。1945年，日本投降後，任國民黨瀋陽黨部委員。1946年，被選為瀋陽市臨時參議會參議員、瀋陽院轄市參議會參議員。1948年在職業團體類農會東北區當選第一屆立法委員。
1949年，隨國共內戰失敗的國民黨政府來臺，擔任立法委員、立法院國民黨黨部常務委員。臺灣解嚴後，立法委員朱高正動輒罵老委員不須改選，無限期自我延任，根本是老賊。張鴻學氣得罵朱高正，說：“講民主，你沒有風度；搞革命，你不敢。”但張鴻學也曾經請帶了金門高粱邀請朱高正喝，你一杯、我一杯，兩人將一瓶高粱酒喝完，朱高正不到半小時就醉倒在立法院的康園餐廳；而這件事，還被尤清笑說，「張鴻學真的是老謀深算，他心裡一定在想，我既然打不贏你，也罵不贏你，但是，我終於可以用高粱酒把你老朱撂倒。」後曾任國家統一委員會研究委員。